# Teologia naturalna
Teologia naturalna – dziedzina teologii dowodząca istnienia Boga i badająca jego naturę na podstawie obserwacji świata przyrody.

## Nurt katolicki
Oparty na racjonalnej metafizyce arystotelejsko-akwinackiej, w której zakładano, że przy pomocy rozumu można wywnioskować fakt istnienia Boga. Istnieje od XIV w., obecnie występuje pod nazwą neoscholastycyzmu.

## Nurt protestancki
Istnieje od początku XVII w., największy rozwój przypada na początek XIX w. Oparty na założeniu, że przyroda jest bożym Objawieniem paralelnym do Biblii i można „indukcyjnie” analizując fakty i dochodząc do praw rządzących w przyrodzie dostrzec u ich początku rękę kochającego i wszechmogącego Boga.

## Krytyka
Zdaniem Johna H. Newmana katolickiego krytyka tego nurtu teologii, teologia naturalna w zestawieniu z naukami przyrodniczymi jest stroną słabszą, gdyż stara się przejąć od nich warsztat badawczy: indukcyjny sposób wnioskowania. Tym samym nauki przyrodnicze stają się w przypadku teologii naturalnej wzorcem dla uprawiania teologii w ogóle. Spośród teologów protestanckich teologię naturalną krytykowali m.in. Friedrich Schleiermacher, Albrecht Ritschl i najbardziej zdecydowanie Karl Barth. Wolfhart Pannenberg uważa, że odrzucenie teologii naturalnej przez Bartha było zbyt radykalne, zauważając jednocześnie, że powrót do jej dawnej formy jest niemożliwy. Pozytywnie do teologii naturalnej ustosunkowali się reprezentanci teologii procesu.